# Pekszok állomás
Pekszok (Baekseok) állomás a szöuli metró 3-as vonalának állomása Kjonggi (Gyeonggi) tartomány Kojang (Goyang) városában.

## Viszonylatok
| 3-as vonal               | 3-as vonal             | 3-as vonal                       |
| ------------------------ | ---------------------- | -------------------------------- |
| Madu Tehva (Daehwa) felé | Ilszan (Ilsan) szakasz | Tegok (Daegok) Ogum (Ogeum) felé |